# Hitoshi Sogahata
Hitoshi Sogahata, mais conhecido como Sogahata (曽ヶ端 準, Sogahata Hitoshi, Ibaraki, 2 de agosto de 1979), é um ex-futebolista japonês que atuava como goleiro.

## Carreira
Ele participou com a Seleção Japonesa de Futebol na Copa do Mundo de 2002 e nos Jogos Olímpicos de Verão de 2004.  

## Títulos
Kashima Antlers
Campeonato japones
- Copa do Leste Asiático: 2003
- J. League Division 1: 2000, 2001, 2008 e 2009
- Copa do Imperador: 2000, 2010
- Copa da Liga Japonesa: 2000, 2002, 2011, 2012
- Copa Suruga Bank: 2012, 2013